# Surányka
Surányka (szlovákul Šurianky) község Szlovákiában, a Nyitrai kerületben, a Nyitrai járásban. Nemesperk 1909-től tartozik hozzá.

## Fekvése
Nyitrától 14 km-re északra fekszik.

## Élővilága
A falu nemesperki részén egy gólyafészket tartanak nyilván. 2014-ben 3, 2015-ben 4, 2016-2018 között 2, 2019-ben 4, 2020-ban 3, 2021-ben 4, 2022-ben 3, 2023-ban 2 fiókát számoltak össze.

## Története
A települést 1156-ban említik először abban az oklevélben, melyben az esztergomi érsekség osztozik a káptalannal az egyházi tizeden. 1295-ben "Suran" néven említik. Neve a török eredetű magyar Sur személynévből származik, a hagyomány szerint Sur vezér egyik szálláshelye volt. 1339-ben Bugar fia Márton fia Gergely Suran felét 45 márkáért eladta Keztelen-i Imre comesnek és utódainak. A nyitrai püspökség birtokaként a nyitrai uradalom része, majd a 15. században a Stiboroké, a 18. századig pedig a pálosoké. Később a vallásalapé. Birtokosai voltak az Ocskay, az Erdődy és a Jeszenszky családok.
1598-ban felégette a török. 1715-ben 8 adózó portája volt. 1787-ben 30 házában 198 lakos élt. 1828-ban 46 háza volt 321 lakossal, akik főként mezőgazdasággal foglalkoztak. Gazdaszövetsége a 19. század végén, hitelszövetkezete 1907-ben alakult.
Vályi András szerint "SURÁNKA. Tót falu Nyitra Várm. földes Urai Zsarnóczy, és több Urak, lakosai katolikusok; határja jó, legelője, réttye hasznos, malma helyben van."
Fényes Elek szerint "Surányka, tót falu, Nyitra vgyében, Egerszeghez 1/2 órányira, 309 kath., 6 evang., 14 zsidó lak.; kath. paroch. templommal. F. u. többen. Ut. p. Nyitra."
Nyitra vármegye monográfiája szerint "Suránka, a bodoki völgyben fekszik, Assakürttől keletre. Lakosainak száma 249, akik nagyobbrészt tót ajkuak, de erősen magyarosodnak, ami egyebek közt az itt levő állami iskolának köszönhető. Vallásuk tulnyomóan r. kath. de van itt nehány ág. ev. és izraelita-család is. Postája van, táviró- és vasúti állomása Sarluska-Üzbég. A község a hagyomány szerint Sur vezértől vette nevét. Hajdan a pálosok birtoka volt. Kath. temploma 1637-ben épült és fallal van körülvéve. Kegyura a vallásalap. Itt van Emődy József gazd. egyesületi elnöknek csinos urilaka és mintagazdasága. Van itt még egy másik úrilak is, amely Jeszenszky Istváné. Az előbbi 1884-ben, az utóbbi 1893-ban épült. A község 1295-ben nyitrai várbirtok volt."
A trianoni békeszerződésig területe Nyitra vármegye Nyitrai járásához tartozott.

## Népessége
| Év:            | 1994. | 2004.   | 2014.   | 2024.   |
| -------------- | ----- | ------- | ------- | ------- |
| Emberek száma: | 537   | 569     | 598     | 572     |
| Eltérés:       |       | +5,95 % | +5,09 % | -4,34 % |

| Év:            | 2023. | 2024.   |
| -------------- | ----- | ------- |
| Emberek száma: | 585   | 572     |
| Eltérés:       |       | -2,22 % |

1880-ban 230 lakosából 208 szlovák, 13 német, 1 magyar, 2 más anyanyelvű és 6 csecsemő volt. Nemesperk 117 lakosából 82 szlovák, 18 magyar, 11 német anyanyelvű és 6 csecsemő.
1890-ben 249 lakosából 210 szlovák és 20 magyar anyanyelvű volt.
1900-ban 336 lakosából 296 szlovák, 22 német és 18 magyar anyanyelvű. Nemesperk 122 lakosából 99 szlovák, 18 magyar és 5 német anyanyelvű volt.
1910-ben 384 lakosából 349 szlovák, 19 német és 16 magyar anyanyelvű volt.
1921-ben 480 lakosából 447 csehszlovák és 7 magyar volt.
1930-ban 574 lakosából 553 csehszlovák és 8 magyar volt.
1991-ben 550 lakosából 548 szlovák és 1 magyar volt.
2001-ben 567 lakosából 563 szlovák és 2 magyar volt.
2011-ben 598 lakosából 577 szlovák és 2 magyar volt.
2021-ben 588 lakosából 569 (+5) szlovák, 2 (+1) magyar, 4 egyéb és 13 ismeretlen nemzetiségű volt.

## Nevezetességei

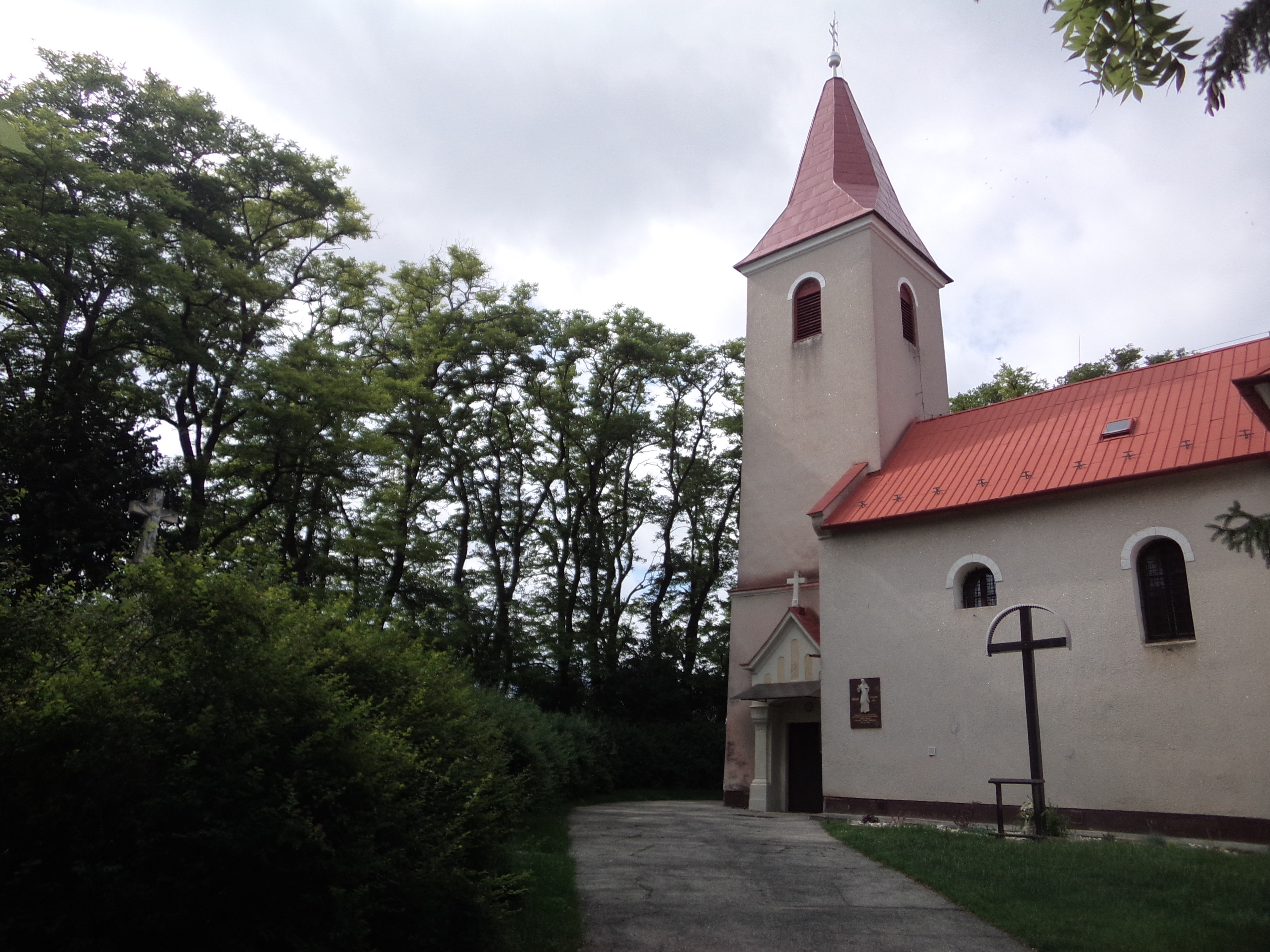
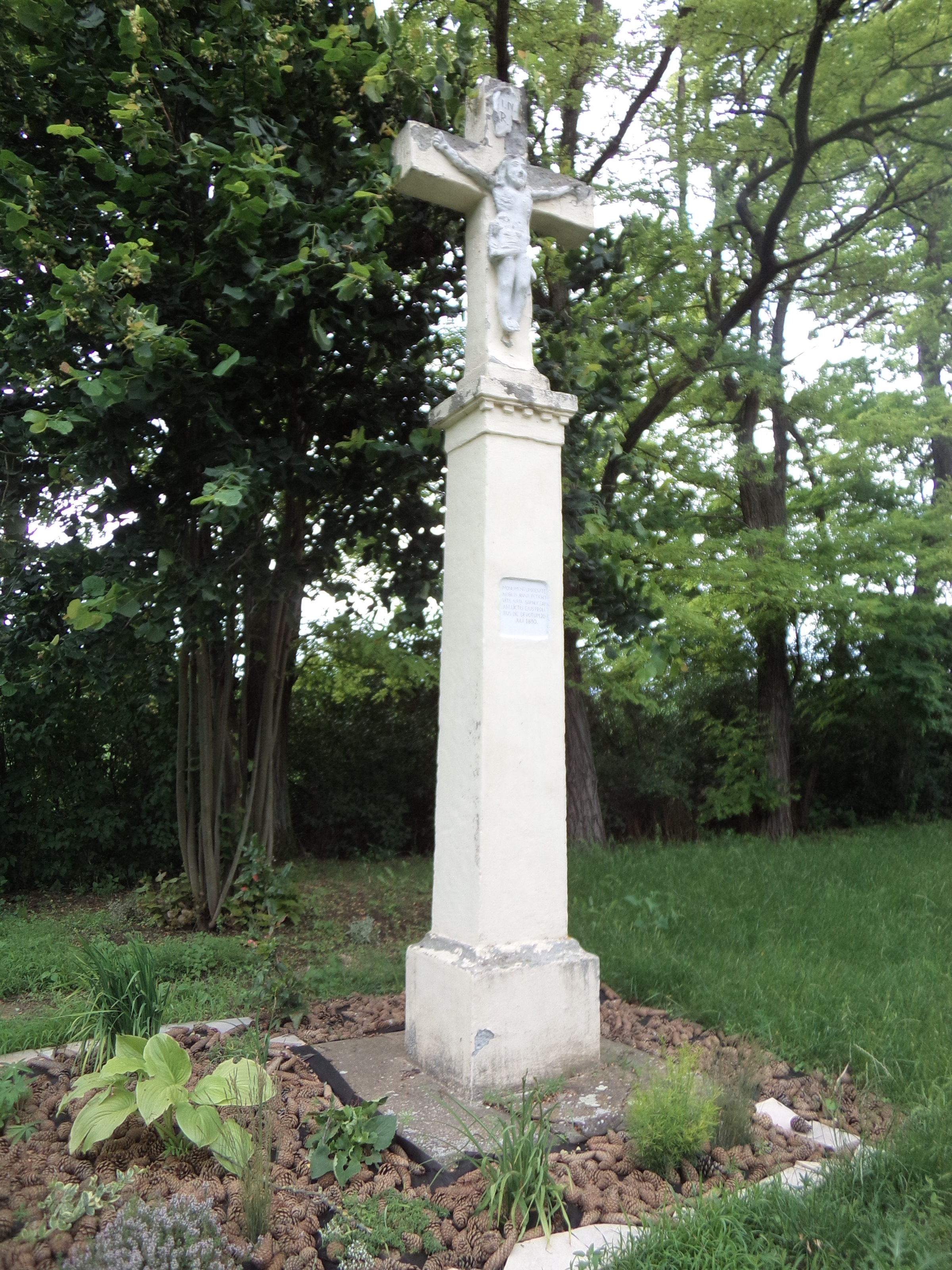
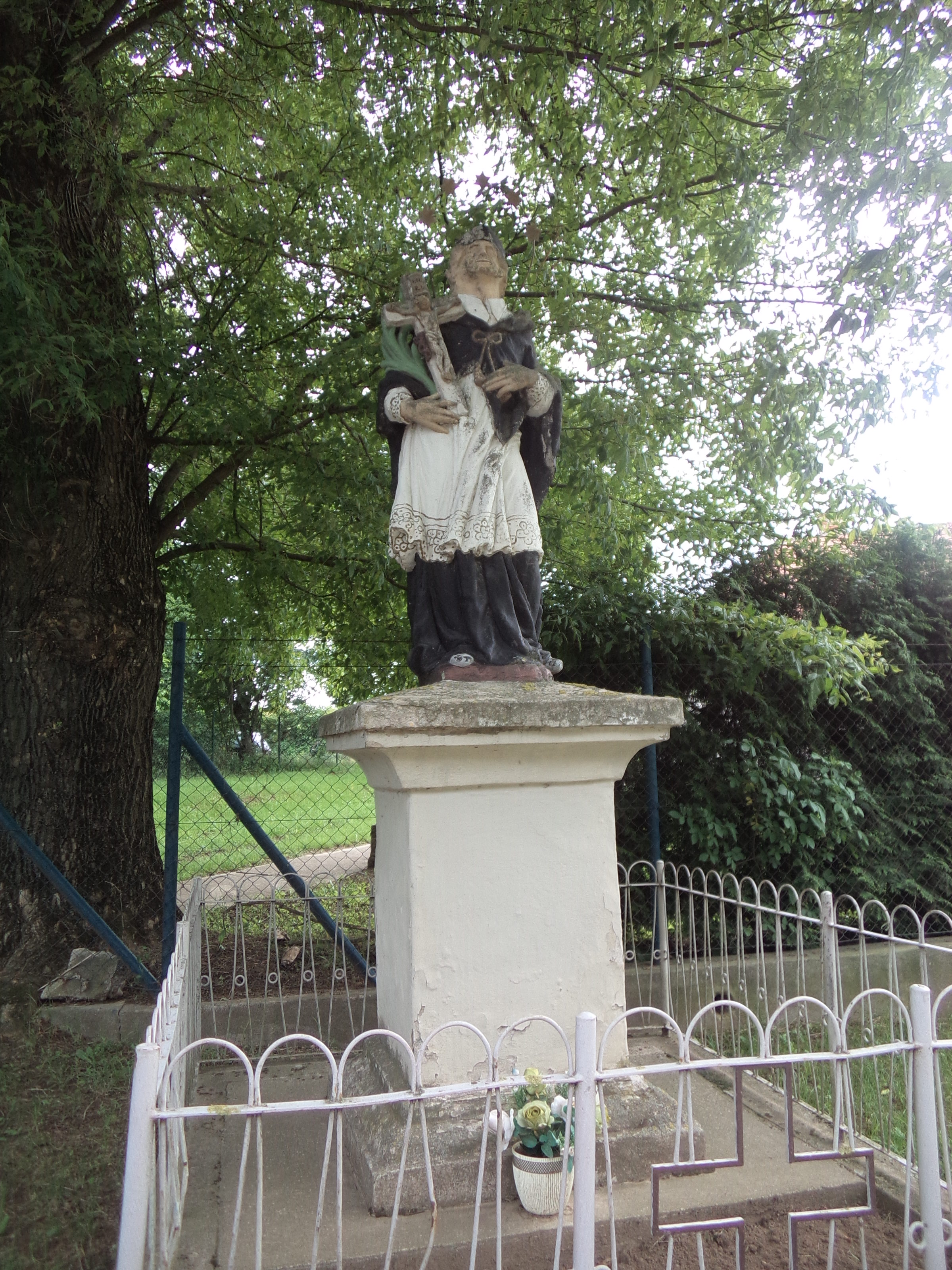
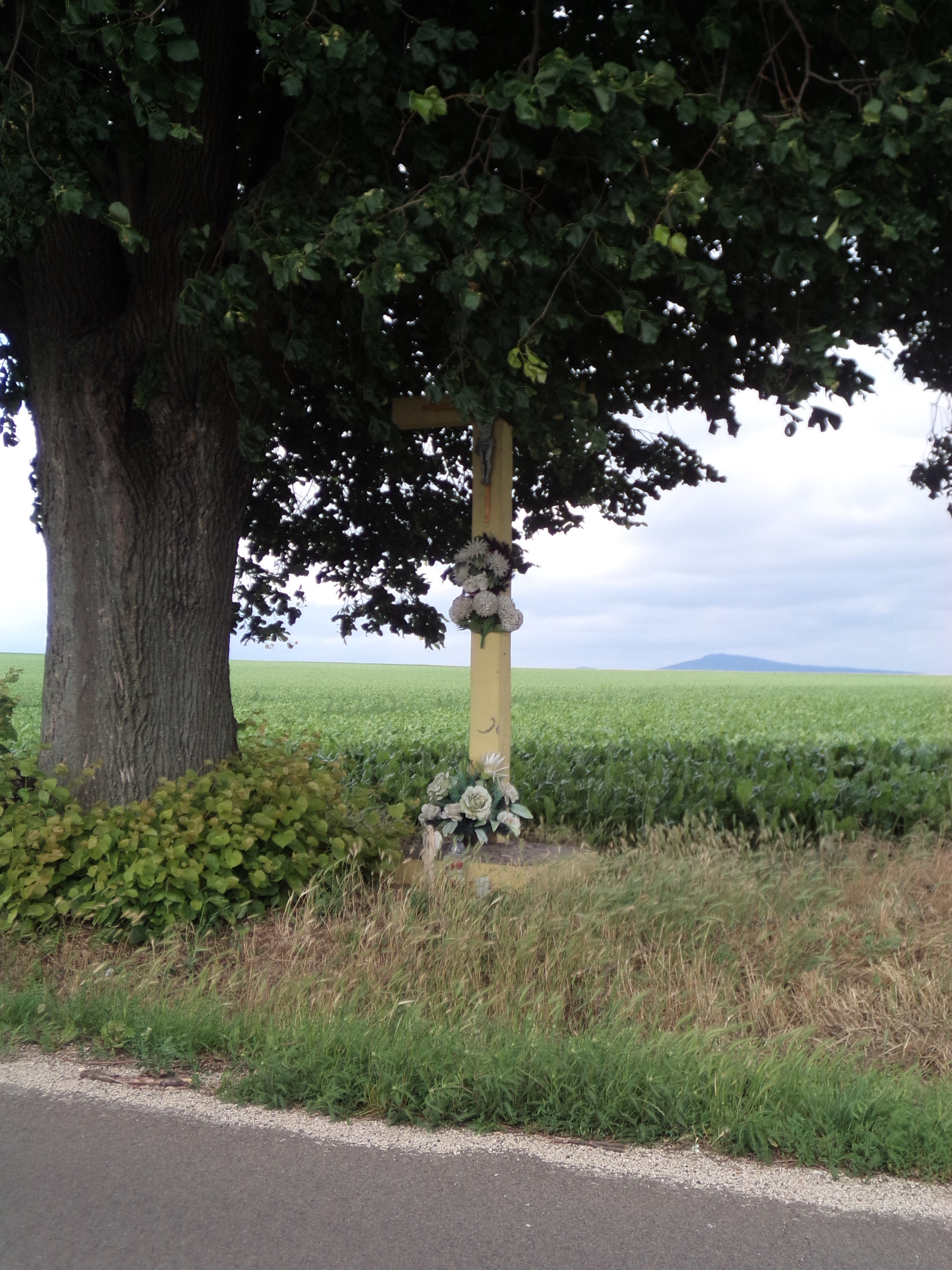

- Római katolikus temploma a 17. század második felében épült barokk stílusban. A 18. és 19. században bővítették.

## Külső hivatkozások
- E-obce.sk Archiválva 2008. szeptember 17-i dátummal a Wayback Machine-ben
- Községinfó
- Surányka Szlovákia térképén
- Rövid történet Archiválva 2009. május 22-i dátummal a Wayback Machine-ben